# 小行星6741
小行星6741（6741 Liyuan），又称为李元星，是由日本天文爱好者圆馆金和渡边和郎于1994年3月31日在北海道北见市发现的主带小行星。
該小行星以中国天文科普作家李元命名。